# 南洋群岛
南洋群島（日语：／），又称南洋諸岛或內南洋，是國際聯盟委託日本在西太平洋密克羅尼西亞群島的託管地，包括現在的北馬里亞納群島、帛琉、馬紹爾群島、密克羅尼西亞聯邦。

## 歷史

### 西方國家的殖民
1899年以前全境屬西班牙殖民地——由菲律賓都督府統治的西屬東印度群島，美西戰爭後，美國只願意接管此區最大島嶼關島，其餘島嶼賣給德意志帝國，由德屬新幾內亞管轄。基於英日同盟的關係，日本在1914年8月23日對德國宣戰，並在1914年10月出兵佔領馬里亞納群島、加羅林群島與馬紹爾群島。

### 日本的託管統治
第一次世界大戰後，國際聯盟依照凡爾賽和約，將德屬新幾內亞赤道以北的部分交由大日本帝國託管統治。
和母國遙遠而消極統治的西班牙與德國不同，日本獲得南洋群島後，設置南洋廳，與國策會社的南洋興發株式會社。開始進行基礎設施的開發，並著手扶植開拓、產業、醫療與教育。
南洋的新領土吸引了不少日本人的移住，人數高達10萬以上。教育上，有為了日本人兒童所設立的尋常小學校，也有為了提供當地人兒童基礎日語教育所設立的公學校。交通上，有許多由橫濱港或大阪港出發的航線可達南洋諸島，到了1930年代也開設了與東京之間的民航航線。1941年設立帛琉放送局後，也開始提供了廣播的放送。
1933年日本退出國際聯盟，因此南洋群島實際上成為大日本帝國的直轄領地。

### 太平洋戰爭
太平洋戰爭期間，南洋群島是許多場激烈戰役的發生地。從1944年2月瓜加林戰役開始，南洋諸島成為戰場前線，瓜加林戰役在經過一星期的激戰後，以瓜加林環礁的日軍守備隊玉碎畫下句點。同月，美軍空襲特魯克島，摧毀了特魯克島日本海軍據點的軍事價值。第二次世界大戰後，聯合國依照舊金山和約，將南洋群島交由美國託管統治。

## 主要島嶼
| 名稱           | 日文 | 羅馬字     | 面積（km²） | 群島別       | 支廳別   | 今屬             |
| -------------- | ---- | ---------- | ----------- | ------------ | -------- | ---------------- |
| 塞班島         |      | Saipan     | 185         | 馬里亞納群島 | 塞班     |                  |
| 天宁岛         |      | Tinian     | 98          | 馬里亞納群島 | 塞班     |                  |
| 羅塔島         |      | Rota       | 125         | 馬里亞納群島 | 塞班     |                  |
| 關島           |      | Guam       | 568         | 馬里亞納群島 | 美國屬地 | 關島             |
| 雅浦島         |      | Yap        | 216         | 加罗林群岛   | 雅浦     | 密克羅尼西亞聯邦 |
| 巴伯爾圖阿普島 |      | Babeldaob  | 370         | 加羅林群島   | 帛琉     | 帛琉             |
| 科羅爾島       |      | Korror     | 8           | 加羅林群島   | 帛琉     | 帛琉             |
| 貝里琉島       |      | Peliliou   | 20          | 加羅林群島   | 帛琉     | 帛琉             |
| 安加爾島       |      | Angaur     | 8           | 加羅林群島   | 帛琉     | 帛琉             |
| 維諾島         |      | Harushima  | 22          | 加羅林群島   | 特魯克   | 密克羅尼西亞聯邦 |
| 托諾瓦斯島     |      | Natsushima | 9           | 加羅林群島   | 特魯克   | 密克羅尼西亞聯邦 |
| 費凡島         |      | Akishima   | 14          | 加羅林群島   | 特魯克   | 密克羅尼西亞聯邦 |
| 乌曼岛         |      | Huyushima  | 5           | 加羅林群島   | 特魯克   | 密克羅尼西亞聯邦 |
| 乌多特岛       |      | Getsuyō    | 7           | 加羅林群島   | 特魯克   | 密克羅尼西亞聯邦 |
| 托爾島         |      | Suiyō      | 23          | 加羅林群島   | 特魯克   | 密克羅尼西亞聯邦 |
| Polle島        |      | Kinyō      | 12          | 加羅林群島   | 特魯克   | 密克羅尼西亞聯邦 |
| 波納佩島       |      | Ponape     | 375         | 加羅林群島   | 波納佩   | 密克羅尼西亞聯邦 |
| 科斯雷島       |      | Kusai      | 116         | 加羅林群島   | 波納佩   | 密克羅尼西亞聯邦 |
| 賈盧伊特島     |      | Jaluit     | 8           | 馬紹爾群島   | 賈盧伊特 | 马绍尔群岛       |

## 氣候
全區屬於熱帶海洋性氣候，是西北太平洋地區大部分颱風的發源地。溫差小、旱季約從12月至翌年6月，雨季則從7月至11月。

## 地理
馬里亞納群島是由海底火山形成的火山島，其它島嶼則是由海底珊瑚礁形成的珊瑚島。
往北是小笠原群島（日）、南鳥島（日）、威克島（美），東北方是夏威夷群島（美），東方是豪蘭島（美）、貝克島（美）、吉爾伯特群島（英），東南為諾魯（英），南方是所羅門群島（英）、俾斯麥群島（澳）與新幾內亞島（澳、荷），西方為菲律賓群島（美）。

## 人口

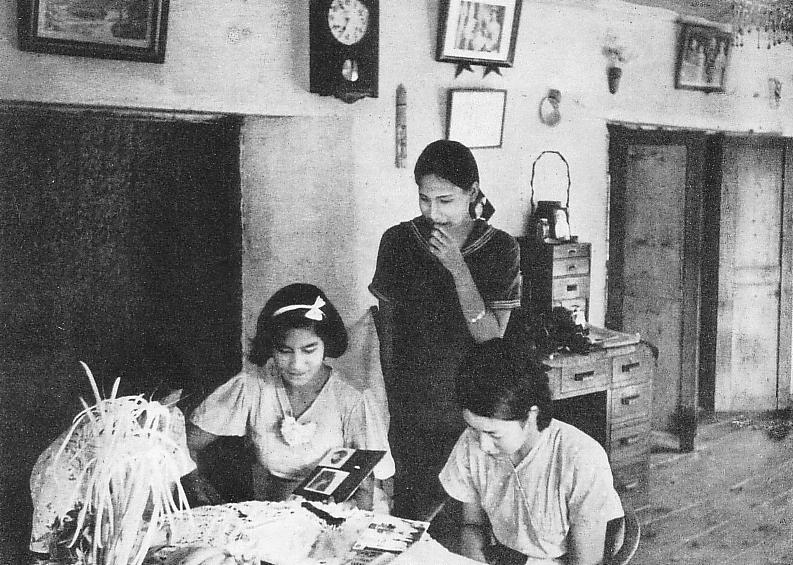
1930年代的查莫羅少女

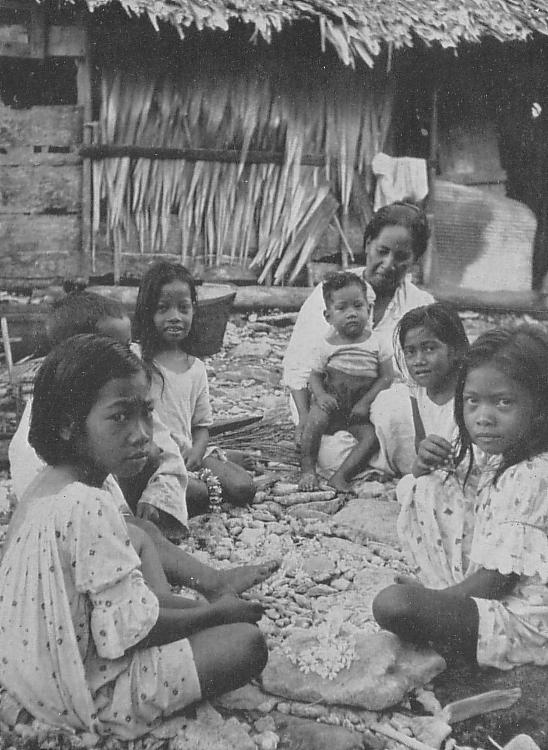
1930年代的庫薩依（科斯雷）島民

日本人移入南洋群島後，人口大幅增加。南洋廳政府最初以沖繩人為主要招攬目標，但也不少來自貧窮的東北地方居民移入南洋群島。在農民移入之後，商店、料理屋、藝妓與酌婦業也隨之移入，南洋群島從德國人居留地，發展為日本新興城鎮。
昭和14年（1939年）12月末
- 總人口 129,104人
  - 日本人（包含台灣人和朝鮮人） 77,257人
  - 島民（查莫諾族、卡那卡人（英语：Kanaka (Pacific Island worker)）） 51,723人
  - 外国人 124人

## 民族構成
日本人（包含台灣人和朝鮮人）
日治時代開始時日本人人口雖然只有數十人，但到了1939年時已經超越七萬人以上，超越當地島民的人口。隨著南洋興發株式會社對塞班支廳的開發，超過4萬的日本人移入島民人口只有3千的塞班支廳，日本人成為塞班支廳的多數民族。日本人人口第二多的則是帛琉支廳。其中從本籍來看最多的是沖繩縣民，也因為如此泡盛是當時的帛琉特產。
島民
日治時代前就居住於南洋群島的查莫羅人和卡那卡人，被歸類為島民。由於是採取託管的統治型態，並沒有像朝鮮人和台灣人一樣擁有日本國籍。
查莫羅人
查莫羅人是馬里亞納群島的原住民，部份住於雅浦島。受到西班牙殖民影響，西化程度較高，一般居住於西式房屋、著西服、有跳西洋舞蹈的習慣、信仰羅馬天主教，在歷代的殖民政府中擔任輔助職務。在日本統治下，獲得比卡那卡人更好的優待。主要居住於馬里亞納群島，也有些居住於雅浦島。
卡那卡人
查莫羅人以外的島民則稱作「卡那卡人」，大洋洲諸民族的總稱，不同島嶼有著不同語言。分布在馬里亞納群島以外的所有島嶼，塞班島也有部分從加羅林群島移住的卡那卡人。著兜襠布、腰簑等「南洋風」的服飾。
外國人
外國人大多是神職人員和商人，其中原殖民母國留下來的西班牙人和德國人比較多。後來統治南洋群島的美國人，在當時只有10個人左右。

## 立法
身為日本的託管地，並非領土，大日本帝國憲法並不適用於南洋群島。立法上也並非透過法律，而是透過勅令的形式。帝國議會頒布的內地法原則上也無法適用於南洋群島，必須透過勅令進行依用手續才得適用。

## 行政
雖然南洋廳法律上的行政中心為帛琉柯羅，然而軍事上與經濟上的中心實際上為馬里亞納群島的塞班，同時塞班也發展為一個日本人佔多數的城鎮。塞班支廳的加拉班町（又稱柄帆町），帛琉支廳的柯羅町與波納佩支廳的科洛尼亞町逐漸發展為與日本內地無異的小城鎮，甚至有電影院、餐廳、美容院以及料亭。另外，日本帝國海軍也將特魯克打造成一個重要的海軍據點。

### 官治行政機構

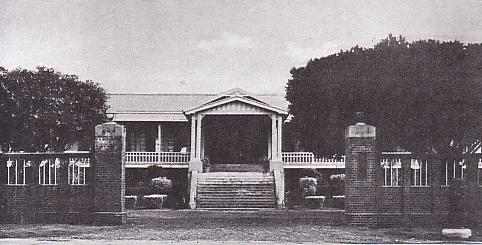
南洋廳廳舎

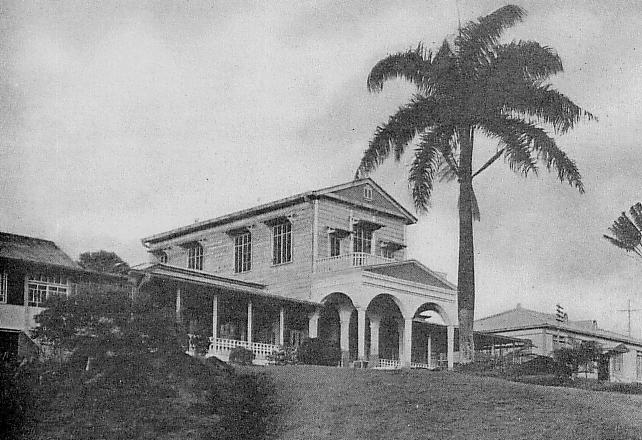
南洋廳波納佩支廳

1922年3月31日，勅令第107號「南洋廳官制」中確立了南洋廳的行政組織。
南洋廳的地方行政層級則設置了支廳與支廳出張所，支廳長擁有在職權上，或是透過特別委任之下，頒布支廳令的權力。
南洋群島於六個地區分別設立了支廳。戰後的太平洋群島託管地的地區（District）也承繼了這個劃分架構。
- 塞班支廳（後改為北部支廳）
  - 天寧出張所
  - 羅塔出張所
- 帛琉支廳
- 雅浦支廳（後改為西部支廳）
- 特魯克支廳
- 波納佩支廳
- 賈盧伊特支廳（後改為東部支廳）

### 自治行政機構
於日本人人口增長明顯的區域，南洋廳於1931年發佈南洋廳令第7號南洋群島部落規程，設立部落。部落的行政首長稱為總代，副手為副總代（任期3年），為名譽職位。同時也設立了部落協議會作為總代的諮詢機關。1939年時南洋廳設有以下部落。
帛琉支廳管轄
- 柯羅町（柯羅島）

塞班支廳管轄
- 加拉班町（又稱柄帆町）
- 加覽卡町（又稱茶覧町）
- 北村
- 南村
- 東村（以上塞班島）
- 天寧町（天寧島）

特魯克支廳管轄
- 夏島町（托諾瓦斯島）

波納佩支廳管轄
- 科洛尼亞町（波納佩島）

## 司法
南洋群島的審判制度為二審制。一審法院的地方裁判所設立於帛琉、塞班和波納佩，二審法院的高等裁判所設於帛琉。此外，支廳長對於輕微的刑事案件被授予即決權（簡易判決）。

### 犯罪
南洋群島的島民民風純樸，此外由於南洋群島在留者取締規則不良日本人和外國人禁止居住於南洋，犯罪率非常低。犯罪件數最高的是，南洋群島特有的法令南洋群島酒類取締規則的違反事件，最高占總犯罪事件的70%以上。除此之外最多的犯罪為竊盜。幾乎沒有暴力犯罪，1939年前被判除死刑的罪犯一個人也沒有。
高等警察和特別高等警察所取締的犯罪也相當罕見。。

## 教育

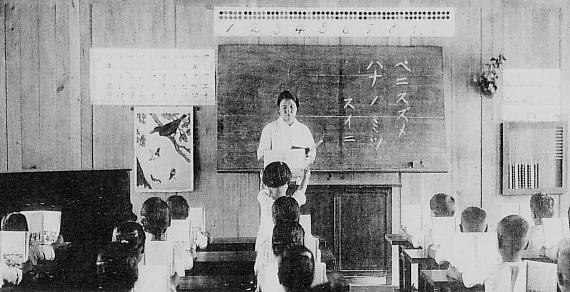
特魯克環礁夏島公學校的教室

日本人的兒童與島民兒童被完全隔離開來，對於日本人設立了與內地相通的教育機關。無論是修業年限或是教育課程上，都採用無異與日本內地的教育體制。
對於島民兒童則設立了三年制的公學校。教育上著重於修身和國語（日語）的熟練，表現優秀的兒童可以在修完三年後進修二年制的補習科。1926年，設立了更進階的進修學校木工徒弟養成所，培養島民技術人材。

## 自然資源
農作物方面主要有甘蔗、麵包樹、木薯、芋、甘藷、番木瓜等蔬果。漁業方面有鰹魚、鮪魚、珊瑚、玳瑁等漁獲；貝類方面則有阿拉弗拉海採集的白蝶貝與雅浦島、帛琉海域的高瀬貝。礦業方面：安加爾、貝里琉、托比、グリメス、羅塔等島出產磷礦；帛琉則是出產鋁土礦。

## 地方病
地方性的熱帶疾病有阿米巴痢疾、登革熱、雅司病（熱帶莓疹）等，其中波納佩島特有一種魏氏病（鉤端螺旋體性黃疸），是以野鼠為媒介傳染。

## 時區
馬紹爾群島、波納佩島採用南洋群島東部標準時（UTC+11)，特魯克環礁、塞班島採用南洋群島中部標準時（UTC+10)，雅浦島、帛琉採用與日本中央標準時同樣的南洋群島西部標準時 （UTC+9)。

## 圖集

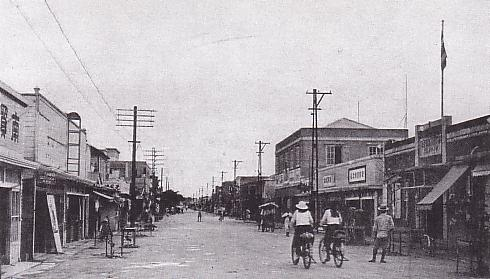
塞班島Garapan
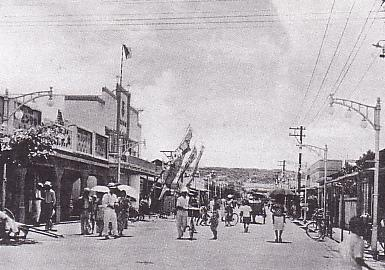
天寧島
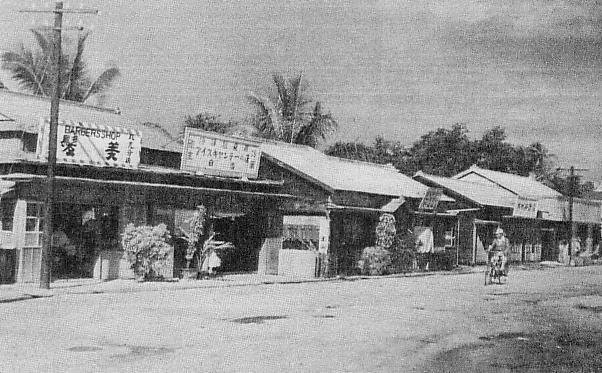
羅塔島
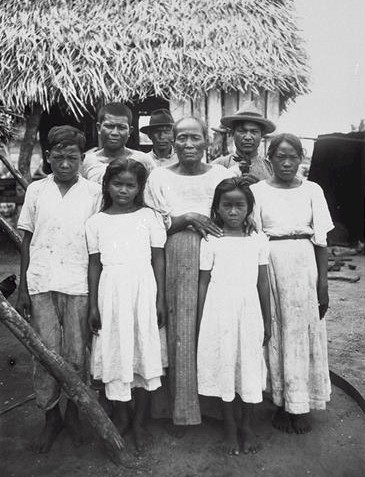
查莫羅人
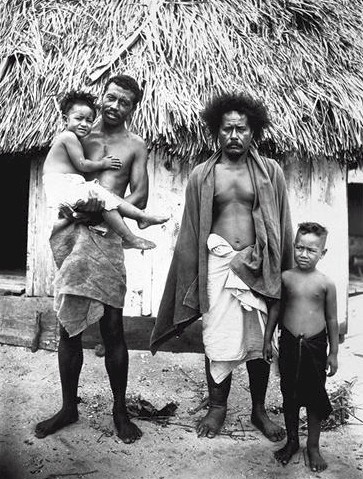
卡那卡人
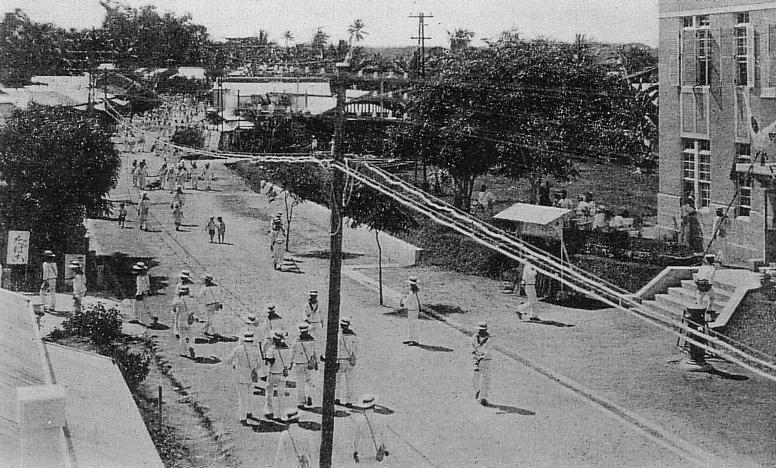
科羅爾
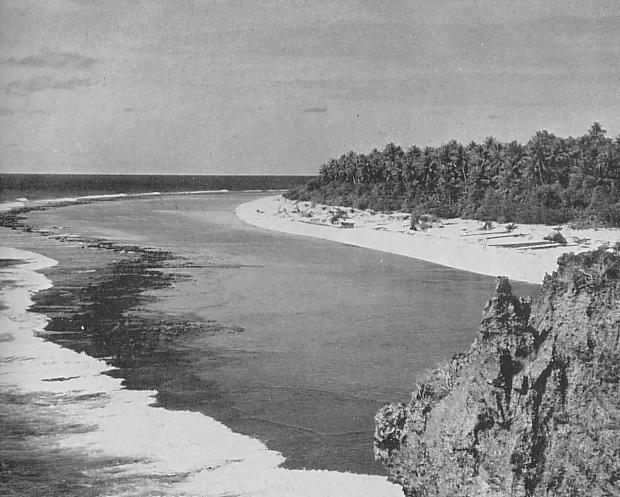
法斯島
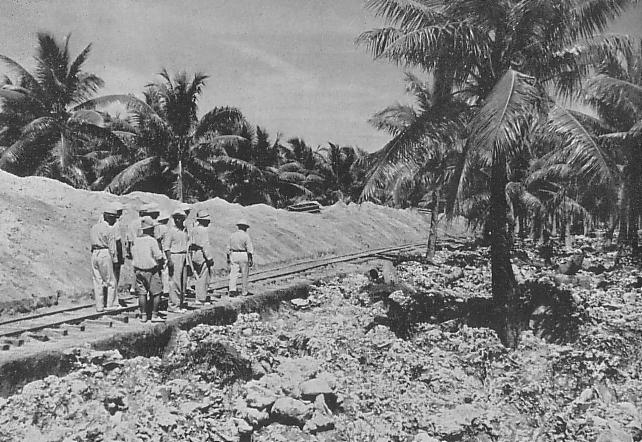
法斯島磷礦
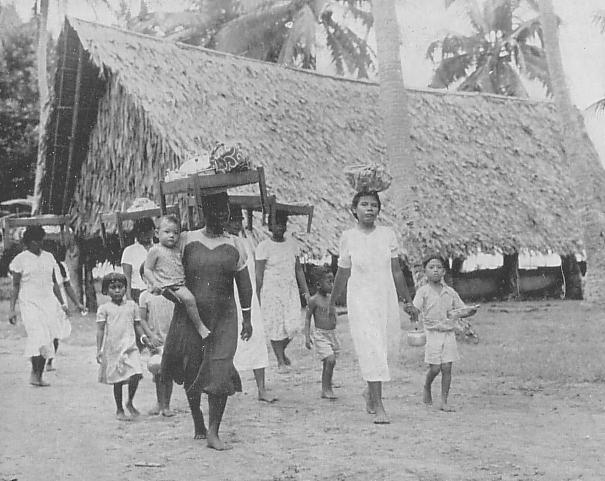
帛琉人
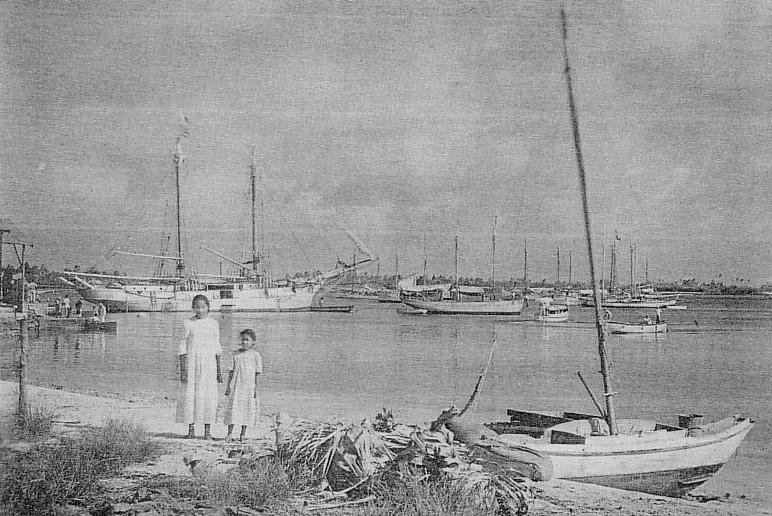
賈盧伊特港

## 註解
1. ↑  南洋廳編. . 南洋廳. 1939.
2. ↑  Myers & Peattie 1984，第196–197頁.
3. ↑  第9回南洋廳統計年鑑　昭和14年
4. ↑  戰後這些居住到雅浦島的查莫羅人，移民到在日本人被引揚歸國後無人島化的天寧島。
5. ↑  永田憲史『関西大学法学論集：南洋群島の刑事司法制度』關西大學法學會、2011年
6. ↑  Axelrod & Kingston 2007，第707頁.
7. ↑  Oliver 1989，第239頁.
8. ↑  Gruhl, Werner. . Transaction Publishers. 2007  [2023-10-25]. （原始内容存档于2020-04-01）.
9. 1 2  外地統治機構の研究，第296頁.
10. 1 2  外地統治機構の研究，第298頁.
11. ↑  外地統治機構の研究，第299頁.
12. ↑  僅有零星反抗南洋興發的農民運動，島民從未進行獨立運動。

## 外部連結
- The page 31.（コトバ－さ～そ，南洋群島の時差に関する記述あり）[永久]